# Kjersing

Kjersing är en liten by som ligger cirka 10 kilometer norr om Esbjerg på Jyllands västkust i Danmark. Området består företrädesvis av ett stort industriområde, och tillhör administrativt Esbjergs kommun. Namnet är känt sedan 1606 då platsen kallades Kierssing.
Den 18 juli 1937 anlades en flygplats på heden vid Kjersing, som vid tyskarnas ockupation av Danmark 1940 togs i besittning och byggdes ut. Den 27 augusti 1944 bombades den till sådan grad att tyskarna övergav den som flygplats. Den fortsatte dock att användas som militärläger fram till krigets slut. Flygplatsen ersattes 1971 av nuvarande Esbjergs flygplats.
Arla har tillverkat mjölkpulver i Kjersing.